# Chlamydogobius eremius
Espèce
Statut de conservation UICN

 LC  : Préoccupation mineure
Chlamydogobius eremius est une espèce de poissons d'eau douce de famille des Gobiidae.

## Répartition

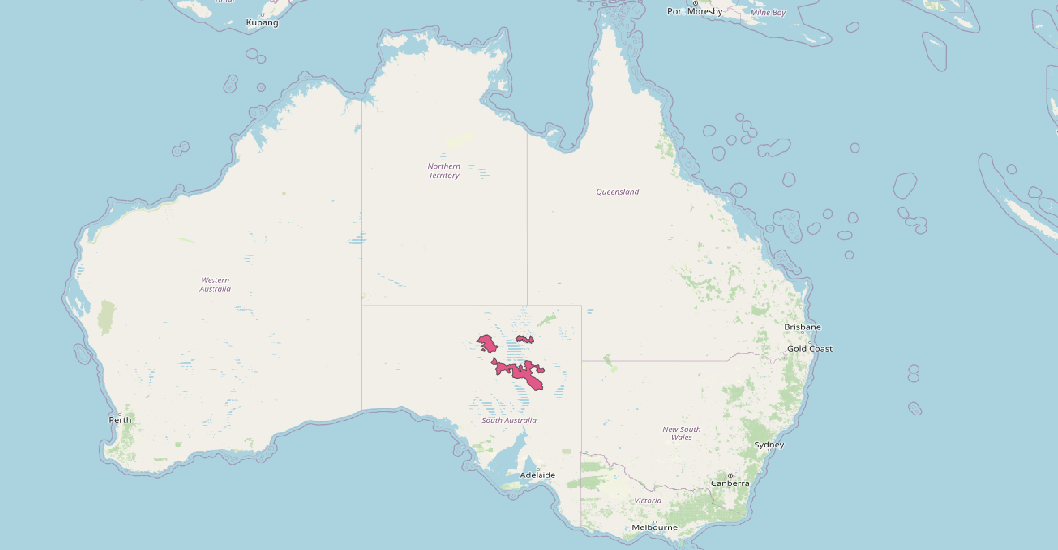
Zone de répartition de C. eremius.

Ce poisson est endémique d'Australie où il ne se rencontre que dans le lac Eyre, un grand lac salé dans la partie septentrionale de l'État d'Australie-Méridionale.

## Description
Chlamydogobius eremius peut mesurer jusqu'à 60 mm de longueur totale. Ce poisson a la capacité de respirer à l'air libre et se nourrit d'insectes, de crustacés, d'algues filamenteuses et de petits débris.
Des tests en laboratoire ont montré que ce poisson peut accepter de grandes variations de température (de 5 à 41 °C, de pH (de 6,8 à 11.0) et supporter un faible taux d'oxygène.

## Systématique
Le nom valide complet (avec auteur) de ce taxon est Chlamydogobius eremius (Zietz (d), 1896).
L'espèce a été initialement classée dans le genre Gobius sous le protonyme Gobius eremius Zietz, 1896,.
Chlamydogobius eremius a pour synonyme :
- Gobius eremius Zietz, 1896

### Étymologie
Son épithète spécifique, du latin eremius, « solitaire », fait référence à son habitat en plein milieu du désert

### Publication originale
- (en) A. Zietz, « Pisces », Report on the work of the Horn Expedition to Central Australia, Londres et Melbourne, no 2. Zoology,‎ 1896, p. 176-180 (lire en ligne, consulté le 19 septembre 2024).